# Bridges to Babylon Tour
Bridges to Babylon Tour bylo koncertní turné britské rockové skupiny The Rolling Stones, které sloužilo jako propagace studiového alba Bridges to Babylon. Turné začalo koncertem v severoamerickém Chicagu a zahrnovalo pětatřicet koncertů v Severní Americe, devět koncertů v Jižní Americe, šest koncertů v Japonsku a třicet sedm koncertů v Evropě. Poslední zastávkou turné byl první koncert v Istanbulu v Turecku. Celkově se utržilo přes 274 milionu dolarů, což se tehdy stalo druhým nejvýdělečnějším turné po Voodoo Lounge Tour. Turné pokračovalo v roce 1999 pod názvem No Security Tour s podobnou konstrukcí pódia i programem skladeb.

## Nahrávky
V průběhu turné bylo nahráváno koncertní album No Security a filmový záznam z koncertu v St.Louis nazvaný Bridges to Babylon Tour 97-98.

## Nejčastěji hrané skladby
Autory všech skladeb jsou Mick Jagger a Keith Richards.
1. (I Can't Get No) Satisfaction
2. Let's Spend the Night Together
3. Flip the Switch
4. Gimme Shelter
5. Anybody Seen My Baby?
6. Saint of Me
7. Out of Control
8. Miss You
9. All About You
10. Wanna Hold You
11. Sympathy for the Devil
12. Tumbling Dice
13. Honky Tonk Women
14. Start Me Up
15. Jumpin' Jack Flash
16. You Can't Always Get What You Want
17. Brown Sugar

## Členové
The Rolling Stones
- Mick Jagger – zpěv, kytara, harmonika
- Keith Richards – kytara, zpěv
- Ronnie Wood – kytara
- Charlie Watts – bicí

Doprovodní členové
- Lisa Fischer – doprovodné vokály, zpěv
- Bernard Fowler – doprovodné vokály, perkuse
- Blondie Chaplin – doprovodné vokály, perkuse, kytara, klávesy
- Chuck Leavell – klávesy, doprovodné vokály
- Darryl Jones – baskytara, doprovodné vokály
- Bobby Keys – saxofon
- Andy Snitzer – saxofon, klávesy
- Tim Ries – saxofon, klávesy
- Michael Davis – trombon
- Kent Smith – trubka

## Turné v datech
| Datum              | Město           | Stát            | Místo                           | Předskokan/Předkapela                                      | Účast                 | Výdělek         |
| Severní Amerika    | Severní Amerika | Severní Amerika | Severní Amerika                 | Severní Amerika                                            | Severní Amerika       | Severní Amerika |
| ------------------ | --------------- | --------------- | ------------------------------- | ---------------------------------------------------------- | --------------------- | --------------- |
| 23. září 1997      | Chicago         | Spojené státy   | Soldier Field                   | Blues Traveler                                             | 107,186 / 107,186     | $6,260,000      |
| 25. září 1997      | Chicago         | Spojené státy   | Soldier Field                   | Blues Traveler                                             | 107,186 / 107,186     | $6,260,000      |
| 27. září 1997      | Columbus        | Spojené státy   | Ohio Stadium                    | Blues Traveler                                             | 60,621 / 60,621       | $3,553,069      |
| 30. září 1997      | Winnipeg        | Kanada          | Winnipeg Stadium                | Blues Traveler                                             | 34,685 / 40,000       | $1,575,160      |
| 2. října 1997      | Edmonton        | Kanada          | Commonwealth Stadium            | Blues Traveler                                             | 44,036 / 44,036       | $2,033,971      |
| 6. října 1997      | Madison         | Spojené státy   | Camp Randall Stadium            | Blues Traveler                                             | 27,087 / 35,000       | $1,460,425      |
| 8. října 1997      | Orchard Park    | Spojené státy   | Rich Stadium                    | Blues Traveler                                             | 30,404 / 35,000       | $1,655,588      |
| 10. října 1997     | Charlotte       | Spojené státy   | Ericsson Stadium                | Blues Traveler                                             | 54,436 / 54,436       | $3,126,945      |
| 12. října 1997     | Filadelfie      | Spojené státy   | Veterans Stadium                | Blues Traveler                                             | 56,651 / 56,651       | $3,275,572      |
| 16. října 1997     | East Rutherford | Spojené státy   | Giants Stadium                  | Foo Fighters                                               | 118,610 / 118,610     | $6,823,242      |
| 17. října 1997     | East Rutherford | Spojené státy   | Giants Stadium                  | Foo Fighters                                               | 118,610 / 118,610     | $6,823,242      |
| 20. října 1997     | Foxborough      | Spojené státy   | Foxboro Stadium                 | Sheryl Crow                                                | 84,696 / 84,696       | $4,839,760      |
| 21. října 1997     | Foxborough      | Spojené státy   | Foxboro Stadium                 | Sheryl Crow                                                | 84,696 / 84,696       | $4,839,760      |
| 23. října 1997     | Landover        | Spojené státy   | Jack Kent Cooke Stadium         | Sheryl Crow                                                | 55,654 / 55,654       | $3,195,710      |
| 26. října 1997     | Nashville       | Spojené státy   | Vanderbilt Stadium              | Sheryl Crow                                                | 45,193 / 45,193       | $2,551,578      |
| 28. října 1997     | Norman          | Spojené státy   | Owen Field                      | Sheryl Crow                                                | 53,327 / 53,327       | $3,076,378      |
| 30. října 1997     | Albuquerque     | Spojené státy   | University Stadium              | Sheryl Crow                                                | 34,362 / 34,362       | $2,075,326      |
| 1. listopadu 1997  | Fort Worth      | Spojené státy   | Texas Motor Speedway            | Smashing Pumpkins Dave Matthews Band Matchbox 20           | 43,496 / 50,000       | $3,030,330      |
| 7. listopadu 1997  | Tempe           | Spojené státy   | Sun Devil Stadium               | Third Eye Blind                                            | 47,056 / 47,056       | $2,699,842      |
| 9. listopadu 1997  | Los Angeles     | Spojené státy   | Dodger Stadium                  | The Wallflowers                                            | 90,519 / 90,519       | $5,338,429      |
| 10. listopadu 1997 | Los Angeles     | Spojené státy   | Dodger Stadium                  | The Wallflowers                                            | 90,519 / 90,519       | $5,338,429      |
| 14. listopadu 1997 | Oakland         | Spojené státy   | Oakland Alameda County Coliseum | Pearl Jam                                                  | 186,220 / 186,220     | $10,955,527     |
| 15. listopadu 1997 | Oakland         | Spojené státy   | Oakland Alameda County Coliseum | Pearl Jam                                                  | 186,220 / 186,220     | $10,955,527     |
| 18. listopadu 1997 | Oakland         | Spojené státy   | Oakland Alameda County Coliseum | Pearl Jam                                                  | 186,220 / 186,220     | $10,955,527     |
| 19. listopadu 1997 | Oakland         | Spojené státy   | Oakland Alameda County Coliseum | Pearl Jam                                                  | 186,220 / 186,220     | $10,955,527     |
| 22. listopadu 1997 | Las Vegas       | Spojené státy   | MGM Grand Garden Arena          | Jamiroquai                                                 | 12,750 / 12,750       | $2,925,800      |
| 25. listopadu 1997 | Minneapolis     | Spojené státy   | Hubert H. Humphrey Metrodome    | Third Eye Blind                                            | 46,265 / 46,265       | $2,674,383      |
| 28. listopadu 1997 | Seattle         | Spojené státy   | Kingdome                        | Third Eye Blind                                            | 42,258 / 42,258       | $2,411,261      |
| 2. prosince 1997   | Pontiac         | Spojené státy   | Pontiac Silverdome              | Third Eye Blind                                            | 51,466 / 51,466       | $2,801,714      |
| 5. prosince 1997   | Miami           | Spojené státy   | Orange Bowl                     | Smashing Pumpkins Dave Matthews Band Third Eye Blind       | 53,547 / 55,000       | $3,680,635      |
| 7. prosince 1997   | Orlando         | Spojené státy   | Citrus Bowl                     | Santana                                                    | 32,723 / 35,000       | $1,817,499      |
| 9. prosince 1997   | Atlanta         | Spojené státy   | Georgia Dome                    | Third Eye Blind                                            | 52,232 / 52,232       | $3,008,665      |
| 12. prosince 1997  | St. Louis       | Spojené státy   | TWA Dome                        | Kenny Wayne Shepherd Dave Matthews Taj Mahal Joshua Redman | 46,474 / 46,474       | $2,538,881      |
| 5. ledna 1998      | Quebec City     | Kanada          | Colisée de Quebec               | Our Lady Peace                                             | 11,993 / 11,993       | $415,705        |
| 14. ledna 1998     | New York City   | Spojené státy   | Madison Square Garden           | Fiona Apple                                                | 53,626 / 53,626       | $6,395,815      |
| 16. ledna 1998     | New York City   | Spojené státy   | Madison Square Garden           | Fiona Apple                                                | 53,626 / 53,626       | $6,395,815      |
| 17. ledna 1998     | New York City   | Spojené státy   | Madison Square Garden           | Fiona Apple                                                | 53,626 / 53,626       | $6,395,815      |
| 23. ledna 1998     | Honolulu        | Spojené státy   | Aloha Stadium                   | Jonny Lang                                                 | 54,006 / 60,000       | $3,317,190      |
| 24. ledna 1998     | Honolulu        | Spojené státy   | Aloha Stadium                   | Jonny Lang                                                 | 54,006 / 60,000       | $3,317,190      |
| 28. ledna 1998     | Vancouver       | Kanada          | BC Place Stadium                | Jonny Lang                                                 | 37,058 / 40,000       | $1,472,119      |
| 30. ledna 1998     | Portland        | Spojené staty   | Rose Garden                     | Santana                                                    | 35,059 / 35,059       | $2,975,914      |
| 31. ledna 1998     | Portland        | Spojené staty   | Rose Garden                     | Santana                                                    | 35,059 / 35,059       | $2,975,914      |
| 3. února 1998      | San Diego       | Spojené staty   | Qualcomm Stadium                | Santana                                                    | 55,507 / 55,507       | $3,220,069      |
| 7. února 1998      | Mexico City     | Mexiko          | Foro Sol                        | El Tri                                                     | 88,700 / 88,700       | $3,902,244      |
| 9. února 1998      | Mexico City     | Mexiko          | Foro Sol                        | El Tri                                                     | 88,700 / 88,700       | $3,902,244      |
| 12. února 1998     | Houston         | Spojené státy   | The Summit                      | Jonny Lang                                                 | 23,612 / 23,612       | $2,244,058      |
| 13. února 1998     | Houston         | Spojené státy   | The Summit                      | Jonny Lang                                                 | 23,612 / 23,612       | $2,244,058      |
| Asie               |                 |                 |                                 |                                                            |                       |                 |
| 12. března 1998    | Tokio           | Japonsko        | Tokyo Dome                      | N/A                                                        | 130,020 / 130,020     | $10,025,470     |
| 14. března 1998    | Tokio           | Japonsko        | Tokyo Dome                      | N/A                                                        | 130,020 / 130,020     | $10,025,470     |
| 16. března 1998    | Tokio           | Japonsko        | Tokyo Dome                      | N/A                                                        | 130,020 / 130,020     | $10,025,470     |
| 17. března 1998    | Tokio           | Japonsko        | Tokyo Dome                      | N/A                                                        | 130,020 / 130,020     | $10,025,470     |
| 20. března 1998    | Osaka           | Japonsko        | Osaka Dome                      | N/A                                                        | 69,427 / 69,427       | $5,317,800      |
| 21. března 1998    | Osaka           | Japonsko        | Osaka Dome                      | N/A                                                        | 69,427 / 69,427       | $5,317,800      |
| Jižní Amerika      |                 |                 |                                 |                                                            |                       |                 |
| 29. března 1998    | Buenos Aires    | Argentina       | River Plate Stadium             | N/A                                                        | 271,766 / 271,766     | $14,819,850     |
| 30. března 1998    | Buenos Aires    | Argentina       | River Plate Stadium             | N/A                                                        | 271,766 / 271,766     | $14,819,850     |
| 2. dubna 1998      | Buenos Aires    | Argentina       | River Plate Stadium             | N/A                                                        | 271,766 / 271,766     | $14,819,850     |
| 4. dubna 1998      | Buenos Aires    | Argentina       | River Plate Stadium             | N/A                                                        | 271,766 / 271,766     | $14,819,850     |
| 5. dubna 1998      | Buenos Aires    | Argentina       | River Plate Stadium             | N/A                                                        | 271,766 / 271,766     | $14,819,850     |
| 11. dubna 1998     | Rio de Janeiro  | Brazílie        | Praça da Apoteose               | Bob Dylan                                                  | 27,984 / 27,984       | $1,253,277      |
| 13. dubna 1998     | São Paulo       | Brazílie        | Estádio Ícaro de Castro Mello   | Bob Dylan                                                  | 48,606 / 48,606       | $2,591,148      |
| Severní Amerika    |                 |                 |                                 |                                                            |                       |                 |
| 17. dubna 1998     | Syracuse        | Spojené státy   | Carrier Dome                    | Our Lady Peace                                             | 26,047 / 28,000       | $1,231,694      |
| 19. dubna 1998     | Montreal        | Kanada          | Molson Centre                   | N/A                                                        | 32,097 / 32,097       | $1,339,778      |
| 20. dubna 1998     | Montreal        | Kanada          | Molson Centre                   | N/A                                                        | 32,097 / 32,097       | $1,339,778      |
| 23. dubna 1998     | Chicago         | Spojené státy   | United Center                   | Buddy Guy                                                  | 18,672 / 18,672       | $2,234,920      |
| 26. dubna 1998     | Toronto         | Kanada          | SkyDome                         | Wide Mouth Mason                                           | 54,986 / 54,986       | $2,222,969      |
| Evropa             |                 |                 |                                 |                                                            |                       |                 |
| 13. června 1998    | Norimberk       | Německo         | Zeppelinfeld                    | Jonny Lang                                                 | 91,590 / 91,590       | $4,366,698      |
| 20. června 1998    | Werchter        | Belgie          | Rock Werchter                   | Simple Minds                                               | 95,104 / 95,104       | $4,095,315      |
| 21. června 1998    | Werchter        | Belgie          | Rock Werchter                   | Simple Minds                                               | 95,104 / 95,104       | $4,095,315      |
| 24. června 1998    | Düsseldorf      | Německo         | Rheinstadion                    | Dave Matthews Band                                         | 59,022 / 59,022       | $3,958,940      |
| 26. června 1998    | Hannover        | Německo         | Expo Gelaende                   | Dave Matthews Band                                         | 89,963 / 89,963       | $4,253,451      |
| 29. června 1998    | Amsterdam       | Nizozemsko      | Amsterdam ArenA                 | Dave Matthews Band                                         | 261,277 / 261,277     | $11,094,308     |
| 1. července 1998   | Amsterdam       | Nizozemsko      | Amsterdam ArenA                 | Dave Matthews Band                                         | 261,277 / 261,277     | $11,094,308     |
| 2. července 1998   | Amsterdam       | Nizozemsko      | Amsterdam ArenA                 | Dave Matthews Band                                         | 261,277 / 261,277     | $11,094,308     |
| 5. července 1998   | Amsterdam       | Nizozemsko      | Amsterdam ArenA                 | Dave Matthews Band                                         | 261,277 / 261,277     | $11,094,308     |
| 6. července 1998   | Amsterdam       | Nizozemsko      | Amsterdam ArenA                 | Dave Matthews Band                                         | 261,277 / 261,277     | $11,094,308     |
| 9. července 1998   | Frauenfeld      | Švýcarsko       | Pferderennbahn                  | Dave Matthews Band                                         | 59,768 / 59,768       | $2,641,315      |
| 11. července 1998  | Wiener Neustadt | Rakousko        | Flugfeld                        | N/A                                                        | 57,216 / 57,216       | $2,497,966      |
| 13. července 1998  | Mnichov         | Německo         | Olympiastadion                  | Hothouse Flowers                                           | 74,588 / 74,588       | $4,303,476      |
| 16. července 1998  | Málaga          | Španělsko       | Puerto de Málaga                | Hothouse Flowers                                           | 34,450 / 40,000       | $1,477,476      |
| 18. července 1998  | Vigo            | Španělsko       | Estadio Balaídos                | Seahorses                                                  | 33,116 / 35,000       | $1,527,642      |
| 20. července 1998  | Barcelona       | Španělsko       | Estadi Olímpic Lluís Companys   | Hothouse Flowers                                           | 52,375 / 52,375       | $2,464,319      |
| 25. července 1998  | Paříž           | Francie         | Stade de France                 | Jean-Louis Aubert                                          | 76,716 / 76,716       | $4,406,313      |
| 27. července 1998  | Gelsenkirchen   | Německo         | Parkstadion                     | Hothouse Flowers                                           | 34,610 / 40,000       | $2,139,815      |
| 29. července 1998  | Kodaň           | Dánsko          | Idraetsparken                   | Seahorses                                                  | 47,726 / 47,726       | $2,832,622      |
| 31. července 1998  | Göteborg        | Švédsko         | Nya Ullevi                      | Seahorses                                                  | 56,683 / 56,683       | $2,630,783      |
| 2. srpna 1998      | Oslo            | Norsko          | Valle Hovin                     | Seahorses                                                  | 30,447 / 35,000       | $1,522,378      |
| 5. srpna 1998      | Helsinky        | Finsko          | Olympic Stadium                 | Seahorses                                                  | 45,236 / 45,236       | $2,282,011      |
| 8. srpna 1998      | Tallin          | Estonsko        | Song Festival Grounds           | Big Country                                                | 28,152 / 40,000       | $1,134,161      |
| 11. srpna 1998     | Moskva          | Rusko           | Lužniki Stadium                 | Splean                                                     | 45,304 / 45,304       | $1,513,838      |
| 14. srpna 1998     | Chořov          | Polsko          | Stadion Śląski                  | Dżem                                                       | 44,598 / 44,598       | $1,440,020      |
| 20. srpna 1998     | Záhřeb          | Chorvatsko      | Zagreb Hippodrome               | Big Country                                                | 76,755 / 76,755       | $2,313,386      |
| 22. srpna 1998     | Praha           | Česko           | Sportovní Hala (Tipsport arena) | The Corrs                                                  | 90 000/ 90000         | ?               |
| 26. srpna 1998     | Berlín          | Německo         | Olympiastadion                  | Big Country                                                | 70,900 / 70,900       | $4,194,917      |
| 28. srpna 1998     | Lipsko          | Německo         | Festwiese                       | Big Country                                                | 74,348 / 74,348       | $3,510,436      |
| 30. srpna 1998     | Hamburk         | Německo         | Trabrennbahn Bahrenfeld         | Big Country                                                | 90,000 / 90,000       | $4,235,411      |
| 2. září 1998       | Brémy           | Německo         | Weserstadion                    | Big Country                                                | 32,288 / 40,000       | $2,149,934      |
| 5. září 1998       | Haag            | Nizozemsko      | Malieveld                       | N/A                                                        | 86,000 / 86,000       | $3,699,393      |
| 8. září 1998       | Stockholm       | Švédsko         | Stockholm Globe Arena           | Soundtrack of our Lives                                    | 15,580 / 15,580       | $932,377        |
| 10. září 1998      | Berlín          | Německo         | Waldbühne                       | The Corrs                                                  | 16,403 / 16,403       | $1,560,032      |
| 12. září 1998      | Mannheim        | Německo         | Maimarkt                        | The Corrs                                                  | 85,913 / 85,913       | $4,448,942      |
| 16. září 1998      | Atény           | Řecko           | Olympic Stadium                 | N/A                                                        | 79,446 / 79,446       | $3,859,407      |
| 19. září 1998      | Istanbul        | Turecko         | Ali Sami Yen Stadium            | N/A                                                        | 14,873 / 20,000       | $642,999        |
| Celkem             | Celkem          | Celkem          | Celkem                          | Celkem                                                     | 4,511,567 / 4,592,578 | $248,495,791    |